# Asiens Fußballer des Jahres
Seit 1994 ehrt die Asian Football Confederation (AFC) jährlich Asiens Fußballer des Jahres. Während die deutschen und europäischen Fußballer des Jahres von Journalisten-Jurys gekürt werden, wird in Asien der entsprechende Titel offiziell vom asiatischen Fußballverband vergeben. Im Rahmen einer Gala werden dabei 20 weitere Ehrungen vorgenommen, unter anderem in der Kategorie Asiens Trainer des Jahres.
Seit 2012 wird die Auszeichnung Asiens Fußballer des Jahres nur noch an Spieler vergeben, die bei einem asiatischen Verein spielen. Für Spieler anderer Mannschaften wurde die Auszeichnung Asiens internationaler Fußballer des Jahres geschaffen. Im gleichen Jahr wurde mit der Auszeichnung Ausländischer Fußballer des Jahres ein Preis für den besten nichtasiatischen Spieler im Bereich der AFC ins Leben gerufen.
Die AFC begreift die Wahlen als einen Beleg für das hohe Niveau, auf dem sich der asiatische Fußball mittlerweile bewegt. Im weltweiten Vergleich liegen asiatische Mannschaften und Spieler bisher noch weit hinter der Konkurrenz aus Europa, Südamerika und Afrika, doch nähern sich immer mehr asiatische Fußballer der Weltspitze. Die besten Teams unter den asiatischen Nationalmannschaften stellen daher die meisten Fußballer des Jahres.
Die Ehrungen werden im Rahmen einer Gala, der Annual Awards Ceremony vorgenommen, die traditionell in Kuala Lumpur stattfindet.
Vor 1994 wurde die Wahl nur inoffiziell durchgeführt. Von 1988 bis 1991 wählte die IFFHS einen Spieler, 1992 wurde kein Spieler benannt, 1993 erfolgte die erstmalige, wenn auch noch inoffizielle Ernennung durch die AFC.
Zwischenzeitlich – bis 2000 – wurde der Titel Asiens Fußballer des Jahres als Asian Football Confederation's Sanyo Player of the Year Award vergeben.

## Asiens Fußballer des Jahres
| Jahr | Spieler                                   | Klub(s)                                   |
| ---- | ----------------------------------------- | ----------------------------------------- |
| 1994 | Said al-Uwairan                           | al-Shabab                                 |
| 1995 | Masami Ihara                              | Yokohama Marinos                          |
| 1996 | Chodadad Azizi                            | Pirouzi Teheran                           |
| 1997 | Hidetoshi Nakata                          | Bellmare Hiratsuka                        |
| 1998 | Hidetoshi Nakata                          | AC Perugia Calcio                         |
| 1999 | Ali Daei                                  | Hertha BSC                                |
| 2000 | Nawaf at-Tamyat                           | al-Hilal                                  |
| 2001 | Fan Zhiyi                                 | Dundee United                             |
| 2002 | Shinji Ono                                | Feyenoord Rotterdam                       |
| 2003 | Mehdi Mahdavikia                          | Hamburger SV                              |
| 2004 | Ali Karimi                                | al-Ahli Dubai                             |
| 2005 | Hamad al-Muntaschari                      | Ittihad FC                                |
| 2006 | Khalfan Ibrahim                           | al-Sadd SC                                |
| 2007 | Yassir al-Qahtani                         | al-Hilal                                  |
| 2008 | Server Jeparov                            | Bunyodkor Taschkent                       |
| 2009 | Yasuhito Endō                             | Gamba Osaka                               |
| 2010 | Saša Ognenovski                           | Seongnam FC                               |
| 2011 | Server Jeparov                            | al-Shabab                                 |
| 2012 | Lee Keun-ho                               | Gamba Osaka                               |
| 2013 | Zheng Zhi                                 | Guangzhou Evergrande                      |
| 2014 | Nasser al-Shamrani                        | al-Hilal                                  |
| 2015 | Ahmed Khalil                              | al-Ahli Dubai                             |
| 2016 | Omar Abdulrahman                          | al Ain Club                               |
| 2017 | Omar Khribin                              | al-Hilal                                  |
| 2018 | Abdelkarim Hassan                         | al-Sadd SC                                |
| 2019 | Akram Afif                                | al-Sadd SC                                |
| 2020 | Wegen der Corona-Pandemie nicht verliehen | Wegen der Corona-Pandemie nicht verliehen |
| 2021 | Wegen der Corona-Pandemie nicht verliehen | Wegen der Corona-Pandemie nicht verliehen |
| 2022 | Salem al-Dawsari                          | al-Hilal                                  |

* Genannt wird der Verein, bei dem der Spieler zum Zeitpunkt der Wahl spielte.

## Ranglisten
| Rang | Spieler          | Titel |
| ---- | ---------------- | ----- |
| 1    | Hidetoshi Nakata | 2     |
|      | Server Jeparov   | 2     |

| Rang | Land                         | Titel |
| ---- | ---------------------------- | ----- |
| 1    | Japan                        | 5     |
|      | Saudi-Arabien                | 5     |
| 3    | Iran                         | 4     |
| 4    | Katar                        | 3     |
| 5    | China                        | 2     |
|      | Usbekistan                   | 2     |
|      | Vereinigte Arabische Emirate | 2     |
| 8    | Australien                   | 1     |
|      | Südkorea                     | 1     |
|      | Syrien                       | 1     |

## Asiens internationaler Fußballer des Jahres
| Jahr | Spieler                                   | Klub*                                     |
| ---- | ----------------------------------------- | ----------------------------------------- |
| 2012 | Shinji Kagawa                             | Manchester United                         |
| 2013 | Yūto Nagatomo                             | Inter Mailand                             |
| 2014 | Mile Jedinak                              | Crystal Palace                            |
| 2015 | Son Heung-min                             | Tottenham Hotspur                         |
| 2016 | Shinji Okazaki                            | Leicester City                            |
| 2017 | Heung-Min Son                             | Tottenham Hotspur                         |
| 2018 | Makoto Hasebe                             | Eintracht Frankfurt                       |
| 2019 | Son Heung-min                             | Tottenham Hotspur                         |
| 2020 | Son Heung-min                             | Tottenham Hotspur                         |
| 2021 | Wegen der Corona-Pandemie nicht verliehen | Wegen der Corona-Pandemie nicht verliehen |
| 2022 | Son Heung-min                             | Tottenham Hotspur                         |

* Genannt wird der Verein, bei dem der Spieler zum Zeitpunkt der Wahl spielte.

## Ausländischer Fußballer des Jahres
| Jahr | Spieler         | Klub*                |
| ---- | --------------- | -------------------- |
| 2012 | Rogerinho       | al Kuwait SC         |
| 2013 | Muriqui         | Guangzhou Evergrande |
| 2014 | Asamoah Gyan    | al Ain Club          |
| 2015 | Ricardo Goulart | Guangzhou Evergrande |

* Genannt wird der Verein, bei dem der Spieler zum Zeitpunkt der Wahl spielte.

## Asiens Fußballer des Jahrhunderts (1998)
| Rang | Name                       | Punkte |
| ---- | -------------------------- | ------ |
| 1    | Cha Bum-kun                | 112    |
| 2    | Kim Joo-sung               | 93     |
| 3    | Madschid Mohammed Abdullah | 87     |
| 4    | Kazuyoshi Miura            | 71     |
| 5    | Kunishige Kamamoto         | 70     |
| 6    | Said al-Uwairan            | 68     |
| 7    | Ali Daei                   | 64     |
| 8    | Chodadad Azizi             | 59     |
| 9    | Ahmed Radhi                | 48     |
| 10   | Karim Bagheri              | 47     |

| Rang | Name                 | Punkte |
| ---- | -------------------- | ------ |
| 1    | Mohammad ad-Daʿayyaʿ | 54     |
| 2    | Nasser Hejazi        | 18     |
| 3    | Choi In-young        | 15     |
| 4    | Zhang Huikang        | 14     |
| 5    | Fu Yubin             | 8      |
|      | Hamood Sultan        | 8      |
|      | Peter Thangaraj      | 8      |
|      | Khaled al-Fadhli     | 8      |
|      | Mohammed Wafah Saami | 8      |
| 10   | Chow Chee Keong      | 6      |